# Tlacolulan (municipalité)
La municipalité de Tlacolulan est l'une des 212 municipalités de l'État de Veracruz, et est située dans la partie centrale de cet État. Située à l'ouest du golfe du Mexique, la municipalité est assise sur les contreforts de la Sierra Madre orientale, et se trouve à cheval entre trois bassins versants : celui du fleuve Río Actopan au sud, celui du fleuve côtier Río Misantla au nord-est, et celui du Río Nautla au nord-ouest. Son chef-lieu est la ville éponyme de Tlacolulan. Elle appartient à la région administrative de Capital, qui est une des 10 subdivisions administratives de l'État de Veracruz, et qui comprend la capitale étatique, Xalapa.

## Géographie
La municipalité de Tlacolulan s'étend du nord au sud entre trois bassins versants. À l'extrême nord-est, elle est en partie traversée par l'un des affluents du fleuve côtier Río Misantla. Au nord-ouest, deux affluents du fleuve Río Nautla la jouxtent, dont l'un, le plus au sud, forme brièvement sa limite nord-ouest. Au sud, elle confine avec le bassin versant du fleuve Río Actopan, dont la rivière tributaire Río Sedeño s'écoule d'ouest en est plus au sud. Elle est assise sur la Sierra de Chiconquiaco, qui est un prolongement à l'est du massif de la Sierra Madre orientale, et son altitude oscille entre 1400 et 2600 mètres. Son chef-lieu, la ville éponyme de Tlacolulan, se trouve dans la partie sud de son territoire. Ce territoire couvre une superficie de 133,6 km2, et était peuplé en 2020 de 11 685 habitants, pour une densité de 87,5 habitants par km2.
Cette municipalité est limitrophe au nord de celles de Tenochtitlán et d'Altotonga, à l'ouest de celles de Tatatila et de Las Vigas de Ramírez, au sud de celles d'Acajete et de Rafael Lucio, et à l'est de celles de Jilotepec, de Coacoatzintla et de Tonayán.

## Composition et démographie
La municipalité était composée en 2020 de 38 localités, dont aucune n'était considérée comme urbaine, toutes étant rurales.
| Localité            | Population |
| ------------------- | ---------- |
| Tlacolulan          | 1539       |
| El Fresno           | 1111       |
| Huichila            | 946        |
| Atalpa Chico        | 787        |
| Etlantepec          | 698        |
| Reste des localités | 6604       |
| Total population    | 11 685     |

En plus de l'espagnol, plusieurs langues amérindiennes sont parlées dans la municipalité, dont les principales sont par ordre d'importance : le nahuatl et le totonaque.

## Économie

### Agriculture et élevage
La superficie des parcelles semées représentait en 2021 une surface totale de 2224 hectares, parmi lesquels 2210 hectares étaient voués à la culture du maïs, et 14 hectares étaient voués à celle de la pomme de terre.
En 2021, la production de viande par tonnes comprenait 301,7 tonnes de viande bovine, 123,1 tonnes de viande porcine, 28,1 tonnes de viande ovine, 30,8 tonnes de viande caprine, 25,5 tonnes de volailles, et 5,1 tonnes de dinde. La superficie vouée à l'élevage représentait alors 1566 hectares.